# Maurice Taieb
Maurice Taieb   (Bizerta, 22 de juliol de 1935 - 4t districte, 23 de juliol de 2021) va ser un geòleg francès. Va descobrir la formació d'Hadar a Etiòpia, i va ser reconegut per l'important potencial que tenia en els camps de la paleoantropologia i la prehistòria.
L'any 1974, amb la col·laboració de Donald Johanson i Yves Coppens, va descobrir un fòssil relativament complet d'Australopithecus afarensis sota el nom de Lucy.
Taieb va ser el director de recerca emèrit al Centre Nacional de Recerca Científica (CNRS), i treballava al Centre europeu de recerca i d'ensenyament de geociències del medi ambient a Ais de Provença.

## Infantesa
Maurice Taieb era fill d'un pare tunisià i d'una mare francesa. Va viatjar per l'Àfrica en companyia del seu oncle.
Taieb va inaugurar l'exploració de la regió de l'Afar el 1966, utilitzant uns vehicles tot-terrenys, i amb els anys va descobrir els terrenys fossilífers d'Hadar el 1968, més tard, l'any 1972, va fundar l'International Afar Research Expedition (IARE)
Dos anys més tard, va estar present quan Donald Johanson va descobrir els fragments dels fòssils de Lucy.
Maurice Taieb va obtenir el seu doctorat l'any 1974 a la Universitat de Paris VI, i seguidament una tesi sobre la geologia de la rivera Awash. En col·laboració amb els codirectors de l'IARE Donald Johanson i Yves Coppens, va ser de gran importància en la comprensió de la geologia i la història de la regió d'Afar.
La majoria de les seves investigacions van patir les dificultats de l'extrem rigor del clima desèrtic i l'hostilitat de certes ètnies.